# HMS 오션 (L12)
HMS 오션은 영국 해군의 강습상륙함이다.

## 비교
영국의 오션함(1995년 진수)은 프랑스의 미스트랄함(2004년), 한국의 독도함(2005년), 일본의 휴가함(2007년)과 외양, 기능, 크기 등이 비슷하다. 프랑스와 일본은 동급 2번함이 건조되었지만, 영국의 오션함과 한국의 독도함은 1번함 하나만 건조했다.

## 실전기록
2011년 리비아 내전과 관련, 영국은 HMS 오션에 헬기 12대를 탑재해 리비아로 파견했다. 공격용 헬리콥터는 아니라고 밝혔다.

## 브라질
LPH로서 브라질에 매각되어 현재는 브라질 해군의 기함입니다.

## 같이 보기
- 상륙함